# Príti Zinta
Príti Zinta (Hindi: प्रीति ज़िंटा, Urdu: پریتی زینتا ,  /priːti ziɳʈaː/) (született Príti Szing Zinta néven, India, 1974. január 31. –) indiai színésznő.
2008-ban társtulajdonosa lett az IPL bajnokságban szereplő krikettcsapatnak, a Punjab Kingsnek (akkori nevén: Kings XI Punjab).

## Filmjei

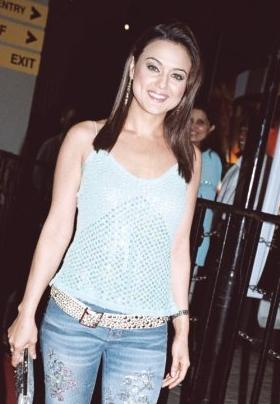

| Év   | Film                          | Szerep                  | Megjegyzés                                      |
| ---- | ----------------------------- | ----------------------- | ----------------------------------------------- |
| 2006 | Jaan-E-Mann                   | Piya Goyal              |                                                 |
| 2006 | Kabhi Alvida Naa Kehna        | Rhea Saran              |                                                 |
| 2006 | Krris                         | Nisha                   |                                                 |
| 2006 | Alag                          |                         |                                                 |
| 2005 | Salaam Namaste                | Ambar Malhotra          | jelölés, Filmfare Best Actress Award            |
| 2005 | Khullam Khulla Pyaar Karen    | Priti                   |                                                 |
| 2004 | Vír-zára                      | Zaara Hayat Khan        | jelölés, Filmfare Best Actress Award            |
| 2004 | Dil Ne Jise Apna Kahaa        | Dr. Parineeta (Pari)    |                                                 |
| 2004 | Lakshya                       | Romila Dutta            |                                                 |
| 2003 | Kal ho ná ho                  | Naina Catherine Kapur   | díjnyertes, Filmfare Best Actress Award         |
| 2003 | Koi… mil gaja                 | Nisha                   | jelölés, Filmfare Best Actress Award            |
| 2003 | Armaan                        | Sonia Kapoor            | Nomination, Filmfare Best Villain Award         |
| 2003 | The Hero: Love Story of a Spy | Reshma/Ruksar           |                                                 |
| 2002 | Dil Hai Tumhaara              | Shalu                   |                                                 |
| 2001 | Yeh Raaste Hain Pyaar Ke      | Sakshi                  |                                                 |
| 2001 | Dil csáhta hai                | Shalini                 |                                                 |
| 2001 | Csori csori csupke csupke     | Madhubala (Madhu)       | jelölés, Filmfare Best Supporting Actress Award |
| 2001 | Farz                          | Kajal Singh             |                                                 |
| 2000 | Mission Kashmir               | Sufiya Parvez           |                                                 |
| 2000 | Har Dil Jo Pyar Karega        | Jahnvi                  |                                                 |
| 1999 | Kya Kehna                     | Priya Baxi              | jelölés, Filmfare Best Actress Award            |
| 1999 | Dillagi                       | Rani                    |                                                 |
| 1999 | Sangharsh                     | CBI Officer Reet Oberoi |                                                 |
| 1999 | Raja Kumarudu                 | Rani                    | Telugu                                          |
| 1998 | Premante Idera                | Sailaja                 | Telugu                                          |
| 1998 | Soldier                       | Preeti Singh            |                                                 |
| 1998 | Dil Se                        | Preeti Nair             | díjnyertes, Filmfare Best Debut Award           |